# ازتوباکتر وینلاندی
ازتوباکتر وینلاندی (نام علمی: Azotobacter vinelandii)، یک دیازوتروف گرم‌منفی است که می‌تواند نیتروژن را در حین رشد هوازی تثبیت کند. این باکتری‌ها به‌راحتی کشت و رشد می‌کنند. ازتوباکتر وینلاندی یک تثبیت‌کننده نیتروژن آزاد است که به تولید بسیاری از هورمون‌های گیاهی و ویتامین‌ها در خاک معروف است. این رنگدانه‌های فلورسنت پیووردین را تولید می‌کند.

## نیتروژناز
هولوآنزیم نیتروژناز ازتوباکتر وینلاندی با بلورنگاری پرتوی ایکس در هر دو حالت ای‌دی‌پی تترافلوروآبومینات و ام‌جی ای‌تی‌پی مشخص شده است. این آنزیم دارای کوفاکتورهای خوشه‌ای آهن-سولفید مولیبدن (FeMoco) به‌عنوان جایگاه فعال است که هر کدام دارای دو ساختار شبه مکعبی آهن-سولفیدو هستند.

## کاربرد
این یک سیستم ژنومیک قابل انتقال است که برای مطالعه تثبیت نیتروژن استفاده می‌شود. سویه‌های دستکاری شده ژنتیکی می‌توانند مقادیر قابل توجهی آمونیاک تولید کنند. انتشار آمونیاک مناسب می‌تواند محصولات کشاورزی را با آمونیاک مورد نیاز آنها بدون مقادیر اضافی که می‌تواند دریاچه‌ها و اقیانوس‌ها را آلوده کند، فراهم کند.

## پلوئیدی متغیر
ازتوباکتر وینلاندی می‌تواند تا ۸۰ نسخه کروموزوم در هر سلول داشته باشد. با این حال، این تنها در کشت سریع رشد می‌کند، در حالی که کشت‌هایی که در محیط‌های حداقل مصنوعی رشد می‌کنند، پلی‌پلوئید نیستند.